# Roman du terroir
Les romans du terroir sont un genre littéraire dans la littérature québécoise faisant la promotion de la vie rurale, des valeurs sociales traditionnelles québécoises et de l'agriculture.
Le genre est particulièrement présent entre 1846 et 1945, miroitant la montée et le déclin du clérico-nationalisme au Québec. Le clergé catholique et l'État encourageaient ce type de littérature en espérant faire face à l'exode rural des Québécois au profit de Montréal et des usines textiles de la Nouvelle-Angleterre.

## Description
Les romans du terroir prônent quatre grandes valeurs : la terre (agriculture), la famille, la langue et la religion. Le terroir idéalise la vie terrienne. Ce type de roman est surtout axé sur la continuité, les traditions et la transmission des valeurs. On retrouve 3 catégories de roman du terroir, le roman de colonisation, le roman de la terre paternelle, dit de la fidélité, et le roman agriculturiste.

## Histoire
- Si vous ne connaissez pas le sujet, laissez ce bandeau (vous pouvez alors contacter les auteurs).
- Si vous supprimez le contenu mis en cause (vous pouvez préalablement contacter les auteurs),

argumentez précisément cette suppression dans la page de discussion
(un manque de référence n'est pas un argument ; une recherche réelle de référence doit avoir été effectuée, être formellement documentée).
Le roman du terroir a plus ou moins disparu à partir des années 1940 avec la parution des premiers romans urbains, dont Bonheur d'occasion de Gabrielle Roy et Poussière sur la ville d'André Langevin. Le roman de Germaine Guèvremont Le Survenant peut être considéré comme une œuvre de transition, abordant la vie agricole, certes, mais avec un grand souci de réalisme psychologique : nulle trace d'idéalisation du passé.
Des traces plutôt nostalgiques de cette tradition littéraire se trouvent même aujourd'hui chez certains écrivains québécois. De même, plusieurs romans ont été écrits en réaction contre cette tendance, en conservant le cadre rural mais en exposant le côté sordide de la vie dans les campagnes appauvries culturellement et économiquement. Parmi ces « anti-romans du terroir », on peut citer Trente arpents de Ringuet, La Scouine d'Albert Laberge et Une saison dans la vie d'Emmanuel de Marie-Claire Blais. Le roman Marie Calumet de Rodolphe Girard, bien que parfois considéré comme un roman typique du terroir, possède également plusieurs caractéristiques de l'anti-terroir. En effet, Girard se moque allégrement du clergé dans cette œuvre. Publié à compte d'auteur, il sera d'ailleurs condamné par ce dernier.
En septembre 2013, Les Nouvelles Histoires des Pays d'en Haut, Tome 1 est publié. Il s'agit de textes inédits, écrits par Claude-Henri Grignon, auteur de Un homme et son péché. Les textes ont été retrouvés dans divers endroits, tombés aux oubliettes. Ils ont été publiés une seule fois sous la forme de roman feuilleton en 1954 dans la revue Bonne Soirées. Bien qu'il s'agisse d'un roman-feuilleton, les textes ont été arrangés et assemblés par son petit neveu, Pierre Grignon, à la suite de leur redécouverte par le collectionneur Rosaire Fontaine. Un deuxième tome a été publié en 2014. Les livres parlent de la vie dans les Basses Laurentides, vers la fin du XIXe siècle. Il s'agit là des derniers romans du terroir à avoir été publiés au Québec. C’est un ajout qui peut être considéré comme une dernière addition à la tradition aujourd’hui défunte du roman du terroir.

## Exemples
- Patrice Lacombe, La Terre paternelle, C.O. Beauchemin & Valois, 1846[2].
- Antoine Gérin-Lajoie, Jean Rivard, J.B. Rolland & Fils, libraires-éditeurs, 1862-1864[3],[4].
- Firmin Boissin, Jan de la Lune, 1887[5].
- Damase Potvin, Restons chez nous, J. Alf. Guay, 1908[6].
- Louis Hémon, Maria Chapdelaine, J.-A. LeFebvre, éditeur, 1916[7].
- Adolphe Nantel, À la hache, Éditions Albert Lévesque, 1932[8].
- Claude-Henri Grignon, Un homme et son péché, Les éditions du Totem, 1933.
- Félix-Antoine Savard, Menaud, maître-draveur, Librairie Garneau, 1937.
- Philippe Panneton, Trente arpents, Éditions Flammarion, 1938.